# Parasynema
Genre
Parasynema est un genre d'araignées aranéomorphes de la famille des Thomisidae.

## Distribution
Les espèces de ce genre se rencontrent en Amérique centrale et au Mexique.

## Liste des espèces
Selon World Spider Catalog (version 18.0, 17/02/2017) :
- Parasynema cambridgei Roewer, 1951
- Parasynema cirripes (O. Pickard-Cambridge, 1891)

## Publication originale
- F. O. Pickard-Cambridge, 1900 : Arachnida - Araneida and Opiliones. Biologia Centrali-Americana, Zoology. London, vol. 2, p. 89-192 (texte intégral).